# أندرويد (دراغون بول)
- أندرويد بالانكليزية Androids باليابانية (人造人間, Jinzōningen; lit. "Artificial Human") هم بشر روبوتات/سايبورغات, معظمهم تم اختراعهم من قبل العالم الشرير دكتور غيرو. معظم الاندرويدز تم صناعتهم ليكون لهم قوة لا محدودة وحياة ابدية، بسبب طبيعتهم اللا عضوية هم أو على الاقل الذين اخترعوا من قبل الدكتور غيرو، عدا سيل الذي لديه جينات اقوى محاربي الكون, سيل يجب ان يمتص الاندرويد 17 و18 ليصل للقوة الكاملة والشكل المثالي.

## الاندرويد
جميع الاندرويد بين 1 وال 7 تم صناعتهم من قبله لكنهم اعتبروا فاشلين وتم تسجيلهم.
اندرويد 8 صنع من قبل دكتور غيرو ودكتور فلاب.
اندرويد 9 صنع من قبل دكتور غيرو.
- الاندرويد 10و 11و 12 تم اعتبارهم فاشلين وتم تدميرهم.
- اندرويد 13 تم تكميل صناعته من قبل حاسوب الدكتر جيرو ويستطيع امتصاص قطع اندرويد 14 و15 ليتحول إلى سوبر اندرويد 13.
- اندرويد 14 و15 تم تكميل صناعتهم من قبل حاسوب الدكتور غيرو.
- اندرويد 16 تم تدميره من قبل سيل.
- اندرويد 17 و18 هم اخوان تم تحويلهما إلى سايبورغ وهما اشهرهم.
- اندرويد 19 هو الي تم تدميره من قبل فيجيتا.
- اندرويد 20 هو الجسد الالي للدكتور غيرو مع وجود عقل الدكتور غيرو.